# Трейсі (Міссурі)
Трейсі (англ. Tracy) — місто (англ. city) в США, в окрузі Платт штату Міссурі. Населення — 269 осіб (2020).

## Географія
Трейсі розташоване за координатами 39°22′41″ пн. ш. 94°47′31″ зх. д. / 39.37806° пн. ш. 94.79194° зх. д. (39.378008, -94.792066).  За даними Бюро перепису населення США в 2010 році місто мало площу 1,08 км², з яких 1,06 км² — суходіл та 0,02 км² — водойми.

## Демографія
Згідно з переписом 2010 року, у місті мешкало 208 осіб у 81 домогосподарстві у складі 56 родин. Густота населення становила 193 особи/км².  Було 88 помешкань (81/км²).
Расовий склад населення:
| - 98,6 % — білих - 0,5 % — азіатів |

До двох чи більше рас належало 1,0 %. Частка іспаномовних становила 3,4 % від усіх жителів.
За віковим діапазоном населення розподілялося таким чином: 25,0 % — особи молодші 18 років, 62,5 % — особи у віці 18—64 років, 12,5 % — особи у віці 65 років та старші. Медіана віку мешканця становила 43,0 року. На 100 осіб жіночої статі у місті припадало 96,2 чоловіків;  на 100 жінок у віці від 18 років та старших — 92,6 чоловіків також старших 18 років.
Середній дохід на одне домашнє господарство  становив 73 595 доларів США (медіана — 72 500), а середній дохід на одну сім'ю — 83 448 доларів (медіана — 76 875). За межею бідності перебувало 8,4 % осіб, у тому числі 10,9 % дітей у віці до 18 років та 4,2 % осіб у віці 65 років та старших.
Цивільне працевлаштоване населення становило 119 осіб. Основні галузі зайнятості: науковці, спеціалісти, менеджери — 24,4 %, освіта, охорона здоров'я та соціальна допомога — 13,4 %, мистецтво, розваги та відпочинок — 11,8 %.